# Eduard Rainer

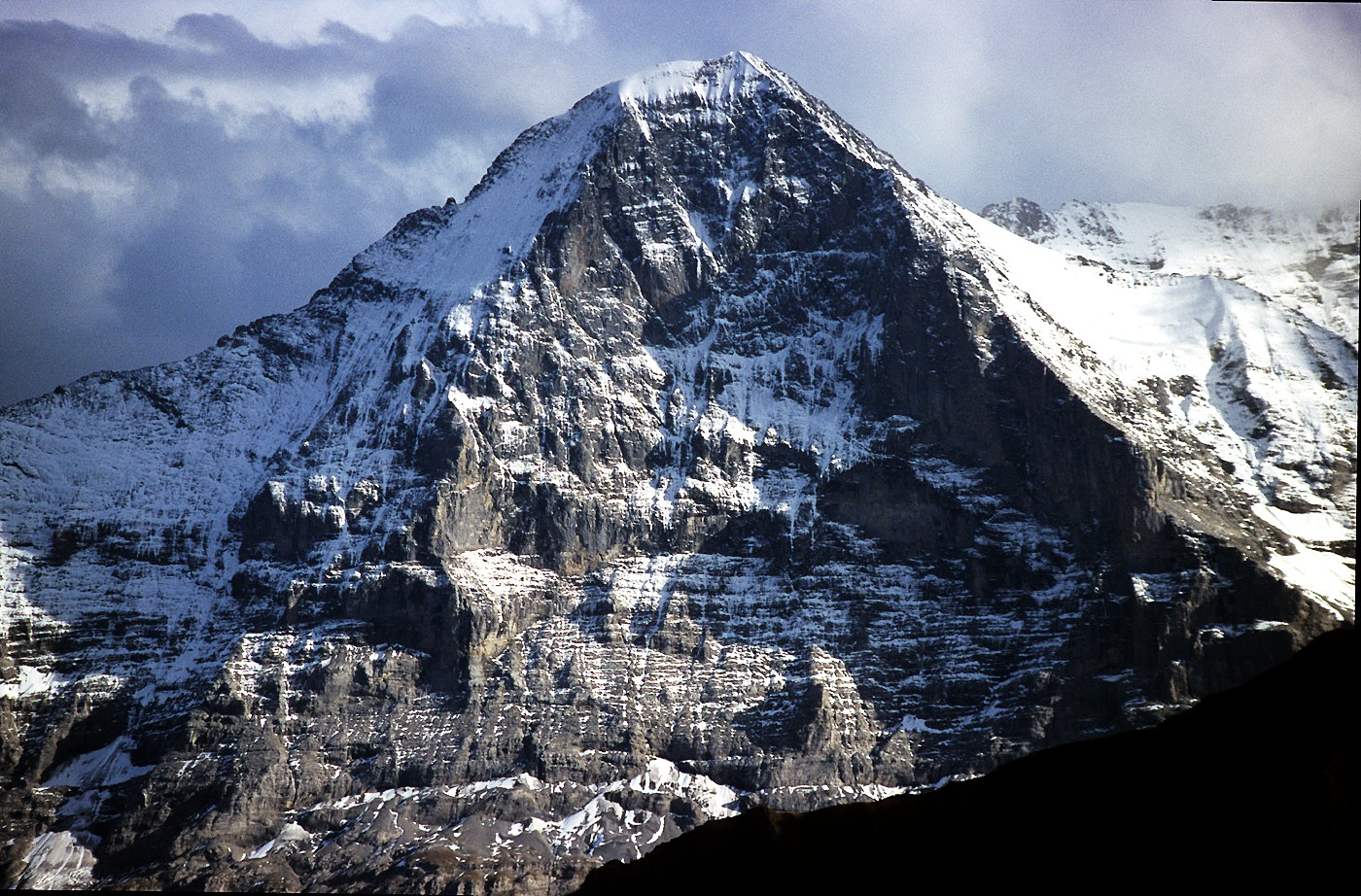
Eiger Nordwand

Eduard Rainer var en österrikisk klättrare, död 21 juli 1936 på Eiger i Schweiz. Rainer är antagligen mest känd för att tillsammans med Toni Kurz, Andreas Hinterstoisser och Willy Angerer varit de tredje, fjärde, femte och sjätte att försöka bestiga Eiger Nordwand, berget Eigers nordvägg. Klättringen gick till en början bra, men de var tvungna att dra till reträtt och efter en lavin föll Rainer, tillsammans med Angerer och tidigare Hinterstoisser av berget, men alla tre dog troligtvis redan av lavinen. Kurz avled ett dygn senare, hängande i sin sele några meter över en tunnelöppning i berget där ett räddningsteam förgäves försökte bistå honom.
Klättringen beskrivs bland annat i drama-dokumentären The Beckoning Silence (2007) inspirerad av klättraren Joe Simpsons bok med samma namn och i spelfilmen Nordwand (2008) i regi av Philipp Stölzl.